# 뿌이뿌이 모루카
뿌이뿌이 모루카(일본어: PUI PUI モルカー, Pui Pui Molcar)는 신에이 동화와 재팬 그린 하츠(Japan Green Hearts)가 반다이 남코 엔터테인먼트와 협력하여 제작한 일본의 스톱 모션 단편 애니메이션 시리즈이다. 이 시리즈는 미사토 토모키가 감독하고 각본을 맡았으며 미사토와 재팬 그린 하츠의 직원이 캐릭터와 모델을 디자인하고 코와츠 쇼타가 음악을 작곡했다. 2021년 1월 5일 Kinder TV 어린이 버라이어티 프로그램을 통해 TV 도쿄에서 일본에서 방영되었다. 시리즈 제목은 모르모트(일본어로 기니피그를 뜻함)라는 단어와 자동차를 합친 것이다. 출시 당시 매회 단순한 스토리로 팬들과 평단의 호평을 받았다.
뿌이뿌이 모루카 드라이빙 스쿨(일본어: PUI PUI モルカー DRIVING SCHOOL)이라는 두 번째 시즌이 2022년 10월부터 12월까지 방영되었다.
3DCG 영화는 2024년 일본 극장에서 개봉될 예정이다.